# プラリドキシムヨウ化メチル
プラリドキシムヨウ化メチル（プラリドキシムヨウかメチル、pralidoxime methiodide）又は単にヨウ化プラリドキシムとは、有機リン剤中毒の特異的な解毒剤である。パム（PAM）やオキシム剤と呼ばれることもある。化学的にはピリジニウム環にオキシム部位が置換した構造を持つ。IUPAC名は 2-formyl-1-methylpyridinium iodide oxime 。

## 概要
本来想定していた用途は、有機リン系の農薬中毒に対してであった。しかし、サリンやVXガスなど神経ガスも有機リン剤の一種であるため、効果を発揮する。
日本では大日本住友製薬（前:住友製薬）が1955年より処方箋医薬品「パム静注500mg」として製造発売している。同社の前々身で、母体でもある住友化学は、有機リン農薬を製造しており、同農薬による中毒に対処できる薬剤として製造され、農業地帯の病院を中心に常備されてきた。
1995年3月20日の地下鉄サリン事件において、原因の化学兵器がサリンだと特定されると、特効薬であるとして大量に消費され、東京都内の在庫が尽きたが、全国各地の在庫が駅や空港で待機した医療関係者の人海戦術のリレーにより、東京都心へ輸送され600人以上の被害者の命を救った。これは2005年に、同事件による聖路加国際病院での救護活動を題材としたプロジェクトX〜挑戦者たち〜「地下鉄サリン救急医療チーム 最後の決断」で取り上げられた。

## 合成
2-ピリジンカルボキシアルデヒドをヒドロキシルアミンで処理することで合成する。得られた2-ピリジンアルドキシムをヨウ化メチルでアルキル化するとプラリドキシムのヨウ化物塩が得られる。

## 作用機序
有機リン剤は、神経の化学伝達物質であるアセチルコリンの分解酵素、コリンエステラーゼ (ChE) の酵素活性中心に結合することで、本来のアセチルコリン分解作用を失活させる。そのことにより増長したアセチルコリンの作用が意識障害、徐脈、血圧低下、縮瞳などの中毒症状を引き起こす。
本剤は、酵素活性中心に結合した有機リン剤を切断解離させる作用をもち、その結果、ChEの活性を回復させるので、有機リン剤に対する解毒作用をあらわす。ただし、有機リン剤がコリンエステラーゼに結合して一定時間がたつと、エイジングとよばれる不可逆変化が起こり本剤が効かなくなる。たとえば、1⁄2エイジング時間が約5時間のサリンに曝露した場合、約5時間後には半数のコリンエステラーゼに対して本剤が無効となる。
有機リン剤と同様の作用機序を示すカルバメート剤においては、有機リン中毒と同じく血清コリンエステラーゼ活性の低下が見られる。しかし、本剤ではコリンエステラーゼとカルバメート剤の結合は解離できないので、本剤ではなくアトロピンを選択すべきである。